# Liściolubka selerowa
Liściolubka selerowa (Euleia heraclei, syn. Philophylla heraclei) – muchówka z rodziny nasionnicowatych (Trypetidae). Pospolity szkodnik roślin z rodziny selerowatych (m.in. selera, pietruszki, lubczyka). Występuje na terenie całej Europy.

## Wygląd
Wielkość muchówki dochodzi do 5-7 mm. Osobniki o zmiennej barwie: w lecie w kolorze żółtoczerwonym, w okresie zimowania są w kolorze żółtoczarnym. Czułki owada jak i nogi koloru żółtego. Larwa w kolorze białym, długości do 9 mm i o wrzecionowatym kształcie.

## Rozwój
Zimowanie odbywają w żółtawych bobówkach, w górnych warstwach gleby. Na powierzchnię wydostają się w kwietniu by po krótkim czasie składać jaja pod skórkę liści od spodniej strony. Po około 10 dniach młode larwy rozpoczynają minowanie tkanki liścia. Po dojrzeniu larwy opuszczają miejsce żerowania i przepoczwarzają się w glebie na głębokości ok. 4 cm. Nowe larwy z nowych osobników pojawiają się na roślinach już w lipcu i sierpniu tego samego roku. 

## Zwalczanie
Polega na usuwaniu, paleniu lub głębokim zakopywaniu zarażonych liści lub za pomocą chemicznego opryskiwania preparatem zawierającym fenitrotion.